# Hansjörg Siegenthaler
Hansjörg Siegenthaler (* 23. März 1933 in Interlaken) ist ein Schweizer Wirtschaftshistoriker.

Hansjörg Siegenthaler wurde als Sohn des Küchenchefs Alfred Siegenthaler geboren. Die Sekundarschule besuchte er in Interlaken, das Realgymnasium und das Oberseminar in Zürich. Danach war er für kurze Zeit Primarlehrer, ehe er von 1955 bis 1959 Wirtschaftsgeschichte, theoretische Sozialökonomie und Neuere Geschichte an der Universität Zürich studierte. Er wurde 1961 bei Max Silberschmidt promoviert. Von 1964 bis 1966 war er Visiting Scholar an der Harvard University. 1968 erfolgte an der Universität Zürich die Habilitation zur Bedeutung von Monopolen in der amerikanischen Textilindustrie Mitte des 19. Jahrhunderts. Nach einer Gastprofessur an der Universität Münster lehrte Siegenthaler ab 1970 als Assistenz-, ab 1971 als ausserordentlicher und ab 1976 als ordentlicher Professor für Neuere Wirtschaftsgeschichte und spezielle Gebiete der Volkswirtschaftslehre an der Universität Zürich. 1998 wurde er emeritiert. 1998/99 war er als Fellow am Wissenschaftskolleg zu Berlin tätig. Ihm wurde 2004 die Ehrendoktorwürde der Universität Luzern verliehen.
Zu seinen Forschungsgebieten zählen die Zusammenhänge zwischen wirtschaftlicher Entwicklung und sozio-kulturellem Wandel; er gilt als Vordenker einer Integration von Wirtschafts- und Kulturgeschichte. Siegenthaler hat sich auch mit wirtschaftlichen Krisenphänomenen beschäftigt, unter anderem mit verschiedenen Krisenperioden in der Geschichte der Schweiz. In den 1970er und 1980er Jahren verfasste er in historischen Überblicksdarstellungen Artikel über die Schweiz. Siegenthaler lebt in Sent im Unterengadin.

## Schriften (Auswahl)
Monografien
- Regelvertrauen, Prosperität und Krisen. Die Ungleichmäßigkeit wirtschaftlicher und sozialer Entwicklung als Ergebnis individuellen Handelns und sozialen Lernens. Mohr, Tübingen 1993, ISBN 3-16-146051-0.
- Das Gewicht monopolistischer Elemente in der amerikanischen Textilindustrie (1840–1880). Modische Produktvariation unter Führung des Kommissionshauses. Duncker & Humblot, Berlin 1972, ISBN 3-428-02496-6 (Habilitationsschrift, Universität Zürich).
- Das Malerhandwerk im Alten Zürich. Schweizerischer Maler- und Gipsermeister-Verband, Zürich 1963 (Dissertation, Universität Zürich, 1961).

Herausgeberschaften
- Rationalität im Prozess kultureller Evolution. Rationalitätsunterstellungen als eine Bedingung der Möglichkeit substantieller Rationalität des Handelns. Tübingen 2005, ISBN 3-16-148519-X.
- Wissenschaft und Wohlfahrt. Moderne Wissenschaft und ihre Träger in der Formation des Schweizerischen Wohlfahrtsstaates während der zweiten Hälfte des 19. Jahrhunderts. Zürich 1997, ISBN 3-905312-50-6.